# IC 2674
IC 2674 ist eine Spiralgalaxie vom Hubble-Typ Sc im Sternbild Löwe auf der Ekliptik. Sie ist schätzungsweise 259 Millionen Lichtjahre von der Milchstraße entfernt und hat einen Durchmesser von etwa 85.000 Lichtjahren.

Im selben Himmelsareal befinden sich u. a. die Galaxien IC 2644, IC 2649, IC 2692, IC 2701.
Das Objekt wurde am 27. März 1906 von Max Wolf entdeckt.